# 大埃洛贝岛

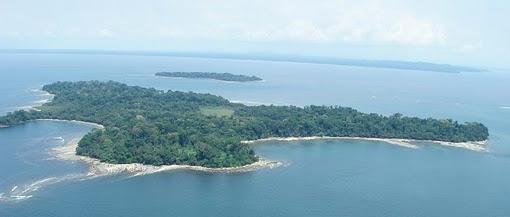
前方为大埃洛贝岛

赤道几内亚主要海岛地图

大埃洛贝岛（西班牙語：Elobey Grande）是赤道几内亚的一座海岛，位于大西洋海域米太迈勒河口附近，科里斯科岛以东，东北方与小埃洛贝岛相邻。总面积2.27平方公里。该岛几乎无人居住。该岛最高点海拔80公尺:3。